# Vladislav Chodasevitsj

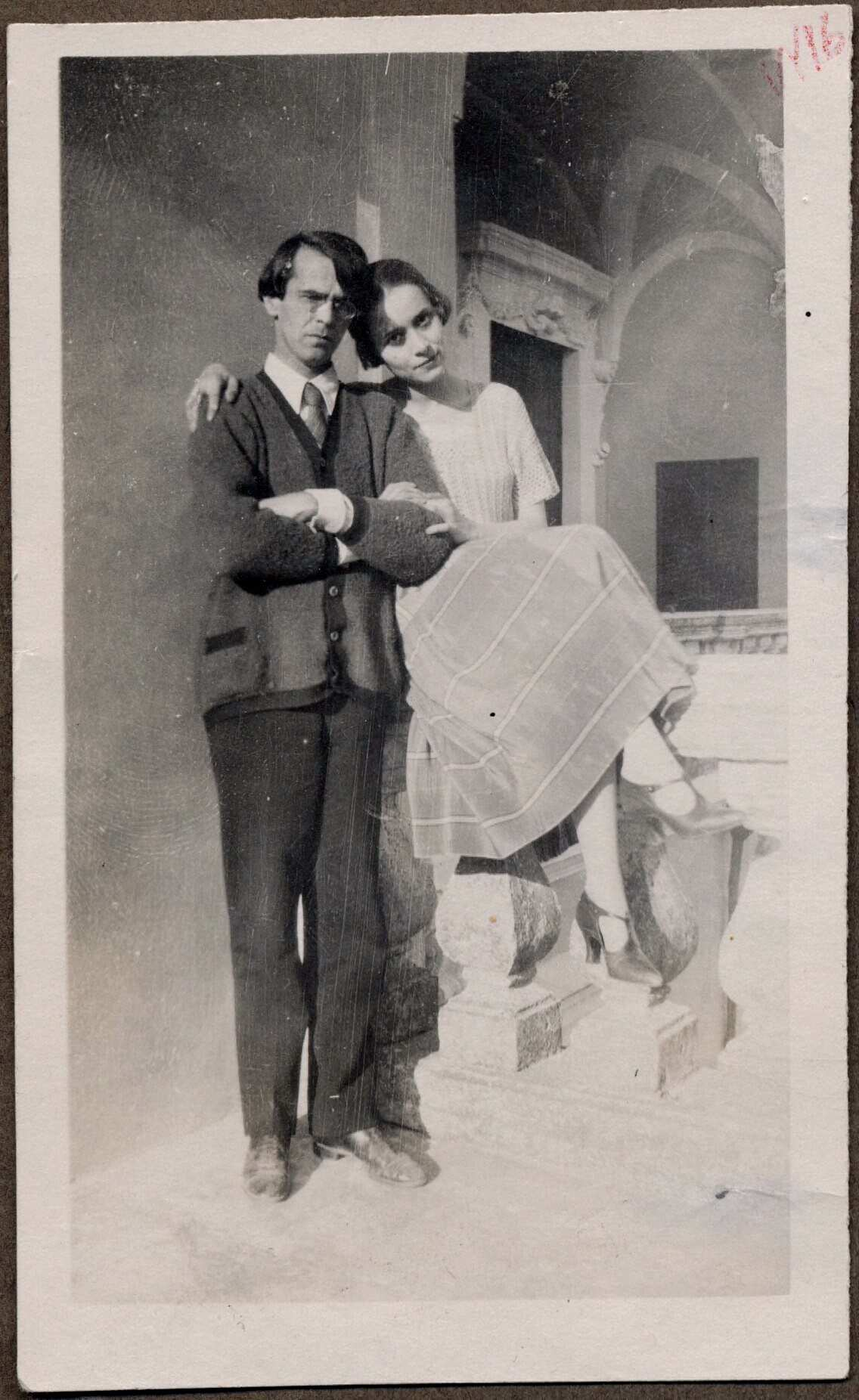
Vladislav Chodasevitsj en Nina Berberova in Sorrento in 1925

Vladislav Felitsianovitsj Chodasevitsj (Russisch: Владислав Фелицианович Ходасевич) (Moskou, 28 mei 1885 - Parijs, 14 juni 1939) was een Russisch schrijver en dichter.

## Leven
Chodasevitsj was de zoon van een Poolse edelman en een joodse moeder. Hij studeerde in Moskou, maar voelde de roeping om poëet te worden en brak zijn studie af. Vóór Chodasevitsj in 1922 Rusland verliet, maakte hij deel uit van de Moskouse en Petersburgse literaire kringen. Hij kende onder andere Osip Mandelstam, Andrej Bely, Nikolaj Goemiljov en Maksim Gorki persoonlijk.
In 1922 verliet Chodasevitsj, wiens houding tegenover het revolutionaire bewind tot dan toe afwachtend was geweest, met zijn geliefde Nina Berberova het land. Hij kende een zwakke gezondheid en stierf in 1939 te Parijs.

## Werk
Chodasevitsj schreef overwegend poëzie, “in kille schoonheid”, zoals hij het zelf noemde (Necropolis), een spaarzame dichter die naast het beschrijven van concrete dingen de behoefte voelde om in de werkelijkheid mystiek te interpreteren. In 1920 verscheen zijn dichtbundel 'Als een graankorrel', die hem faam bezorgde en waarvan Vladimir Nabokov later schreef dat deze tot de beste uit de Russische literatuur behoorde.
Na zijn emigratie naar Berlijn bereikte Chodasevitsj, behalve als dichter, vooral als intelligent, scherpzinnig en cynisch prozaïst en biograaf een artistiek hoogtepunt. Met name zijn memoires (Necropolis, Het glas dat geen leugens verdraagt) sloegen aan. 'Necropolis: over boeken en mensen' (in Nederland verschenen als deel 128 in de Privé-Domein-reeks) is een getuigenis over een woelige periode in de Russische geschiedenis. Het is ook een persoonlijk verslag over Chodasevitsj' immer zwakke gezondheid, zijn jeugddromen, vrienden en collega's.

## Gedicht:De waterval
Je aanloop in de hoogte nemend,

Daar, op die steile rotspartij,

Spring, stroom, de oren spitsend, spelend,

Luidkeels de trappen af naar mij!
Daal, regenbogen, sprenkelend, neder,

Je heftig stotend in je vaart,

Verberg je heimelijk zieden weder

In het stenen ingewand der aard.
Vlieg met een kracht, niet te betomen,

Opdat geen slinkse hand jou vat

En omvormt tot gestage stromen

Geschikt voor schoepen - van een rad.
(Vertaling Kees Jiskoot)